# Full Moon Party

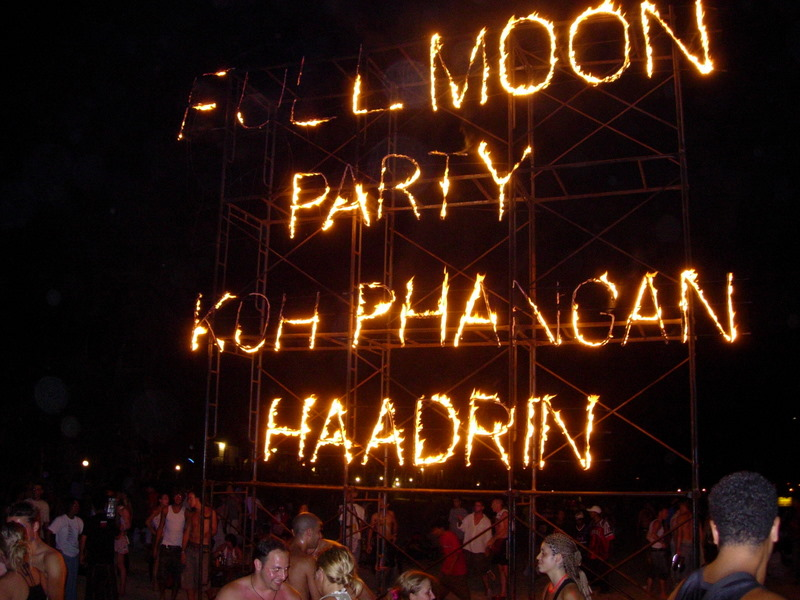

Full Moon Party — вечеринка, устраиваемая во время каждого полнолуния на одном из тайских курортов, проходит каждый месяц в полнолуние на острове Панган (Таиланд). Основные направления музыки — транс, техно, драм-н-бейс, commercial dance и регги.

## Описание
Дата проведения первого мероприятия — 1985 год. 
Каждая такая вечеринка собирает тысячи человек со всего мира (Full Moon Party собирает до 20—30 тыс. человек); считается, что в данном месте полная луна выглядит особенно красиво. За прошедшее время данное мероприятие приобрело большую популярность и считается значимым по всему миру. 
Хаад Рин плотно застроен отелями, но на даты вечеринок все они как правило полностью забронированы. 
Вход на мероприятие — 200 бат.
Протяженный пляж Хаад Рин Нок, где проходит «Full Moon Party», полон различных клубов, танцевальных площадок, баров, лотков с едой и напитками. Особой популярностью среди молодежи пользуется Коктейльное ведёрко — пластиковое ведро, в которое в различных вариациях смешивают алкогольные и прохладительные напитки.
Местный вид транспорта сонгтео — крытые пикапы со скамейками по обеим сторонам кузова. В ночь вечеринки большое количество сонгтео перевозят гостей острова, стоимость поездки в одну сторону 300—600 бат на человека.
Последнее время проводятся мероприятия «Half Moon Party», «Black Moon Party» и «Jungle Experience», данные вечеринки также популярны, и в отличие от Full Moon Party проводятся среди джунглей в самом центре острова, имеют собственную специфику и направленность. Даты вечеринок не совпадают, и любой путешественник имеет возможность посетить сразу несколько мероприятий, в частности «Jungle Experience» проводится за день до «Full Moon Party».
Каждую вечеринку «Full Moon Party» широко освещают в фоторепортажах.

## Место проведения
Сиамский залив, Остров Панган, пляж Хаад Рин.

## Время проведения
Вечеринка проводится каждый месяц в полнолуние, иногда на день раньше или на день позже.
Отменена в 2020 году из-за пандемии коронавируса, но через два года вечеринки возобновились после послабления коронавирусных ограничений правительством страны.

## Отображение в кинематографе
- «Последний привал для Пола[англ.]»;
- Упоминание в тайском фильме «Гормоны[англ.]»;
- «Пляж», поездка Ричарда и Сэл на Ко Паньян.
- «Белый лотос» сериал